# Carl von Treskow (Landwirtschaftsreformer)

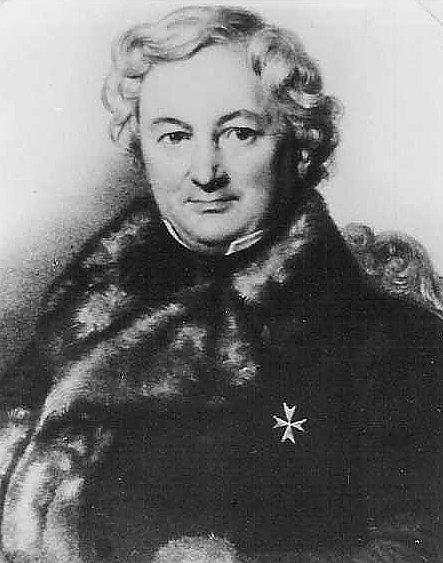
Carl von Treskow

Carl von Treskow (auch Johann Carl Sigismund von Treskow) (* 23. September 1787 in Berlin; † 4. Oktober 1846 in Friedrichsfelde bei Berlin) war ein preußischer Landwirtschaftsreformer und Gutsbesitzer.

## Herkunft
Carl (Karl) von Treskow wurde als zweiter Sohn von Sigmund Otto Joseph von Treskow (* 1756; † 1825) und der Anna George geboren. Dieser war Besitzer einer Manufaktur zur Herstellung von Seidenblumen in Berlin und erweiterte später den Handel mit Galanteriewaren um den Handel mit Stoffen für Uniformen, wodurch er zum Lieferanten für die Armee und vermögenden Großkaufmann wurde.
Dem Vater, der als unehelicher Sohn eines Adligen aus der Familie von Tresckow aus bescheidenen Verhältnissen stammte, gelang der gesellschaftliche Aufstieg und 1797 wurde ihm der preußische Adelsstand von Treskow verbrieft. Die Mutter war Anna Sara George (* 1763; † 1834), Tochter des wohlhabenden Destillateurs Benjamin George, die als Mitgift die vier Häuser Zimmerstraße 84–87 mit der Destille „Zur Goldenen Kugel“ in die Ehe brachte.

## Leben

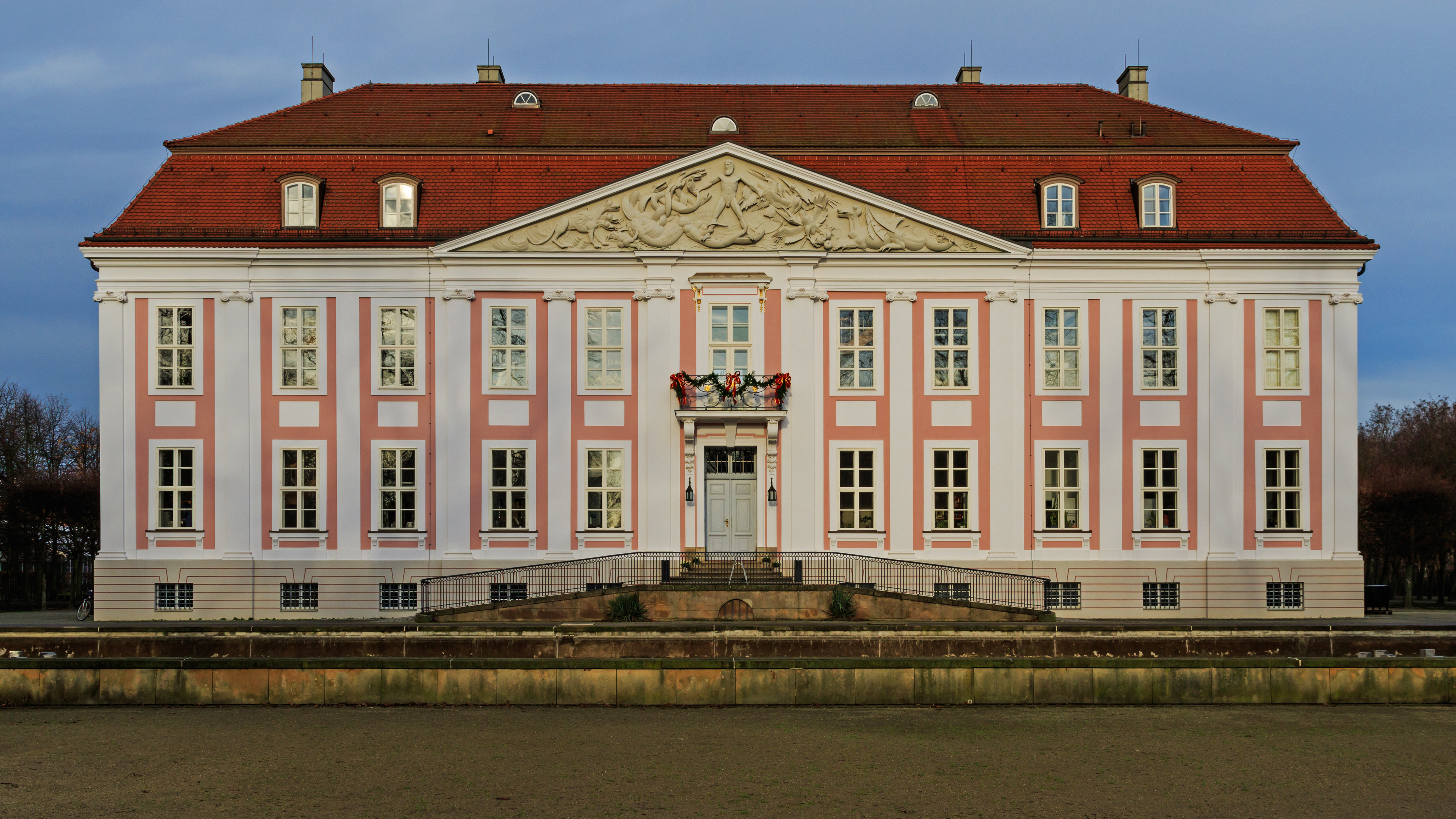
Schloss Friedrichsfelde, ab 1816 bis 1945 im Besitz derer von Treskow

Nach dem Besuch eines Gymnasiums in Gotha und als Zögling No. 787 der Ritterakademie Brandenburg übernahm er nach neuesten Erkenntnissen um 1805 zunächst als Pächter die Verwaltung der väterlichen Güter in Owinsk bei Posen. 1812 heiratete er seine Cousine Julie Jouanne (* 1791; † 1852), Tochter des Kaufmanns Jean Jouanne und der Susanne George, eine Schwester seiner Mutter. Nach der Heirat wurde Carl von seinem Vater enterbt und zog daraufhin auf das neuerworbene Gut Kade bei Jerichow.
Durch die reiche Mitgift seiner Frau und das Vermögen des gemeinsamen Großvaters war es ihm möglich 1816 das Rittergut Friedrichsfelde bei Berlin zu erwerben. Unter dem Einfluss des preußischen Landwirtschaftsreformers und Begründers der modernen Agrarwissenschaften Albrecht Thaer errichtete er hier in den Folgejahren eine Musterlandwirtschaft. Dem Landschaftsarchitekten Peter Joseph Lenné erteilte er 1821 den Auftrag zur Umgestaltung des Parks von Friedrichsfelde (heute Tierpark Berlin). Carl von Treskow war 1824 eines der ersten Mitglieder in dem von Lenné begründeten Verein zur Beförderung des Gartenbaus in den königlich-preußischen Staaten und ebenfalls seit diesem Jahr Mitglied in der Gesetzlosen Gesellschaft zu Berlin, deren Mitglieder vorwiegend der aufgeklärten politischen, kulturellen und später auch zunehmend der militärischen Elite angehörten.
Seine Gemahlin Julie von Treskow, die einer wohlhabenden Hugenottenfamilie entstammte und deren Bruder Jean Jouanne von 1824 bis 1857 mit seiner Familie auf dem benachbarten Gut Britz lebte, umgab sich mit einer Reihe selbstbewusster Damen, die künstlerisch tätig und unabhängig waren. Zu ihren Gästen gehörten die Malerin Caroline Lauska, die Ballerina Lamperi, Wolfhardine von Minutoli die ihren Gemahl 1820/21 auf dessen Ägyptenreise begleitete sowie Julies beste Freundin, die Schriftstellerin Henriette Paalzow. Deren Bruder, der Hofmaler und Professor Karl Wilhelm Wach, porträtierte Julie und zählte sie zu seinem literarischen Zirkel.

## Gesellschaftliches Engagement
1822 eröffnete Treskow in den Nebengebäuden des Schlosses Friedrichsfelde eine so genannte Landschule für bedürftige Kinder. In Zusammenarbeit mit Albrecht Thaer wurde hier die Ausbildung von Gärtnern, Gutsverwaltern und ähnlichen Berufen vorbereitet und anschließend bei Thaer in der Landwirtschaftlichen Akademie Möglin beendet. Später ging die Friedrichsfelder Landschule und die Mögliner Akademie in der neugegründeten landwirtschaftlichen Fakultät der Berliner Universität auf.
Bereits 1825 hatte er das Vorwerk Carlshorst anlegen lassen, aus dem sich der heutige Berliner Stadtteil Karlshorst entwickelte. 1900 wurde mit Eröffnung der Straßenbahnlinie von Berlin nach Friedrichsfelde die Verbindungsstraße ihm zu Ehren Treskowallee benannt. Der Abschnitt in Karlshorst trägt seit 1992 wieder seinen Namen.

## Ruhestätte und Nachkommen

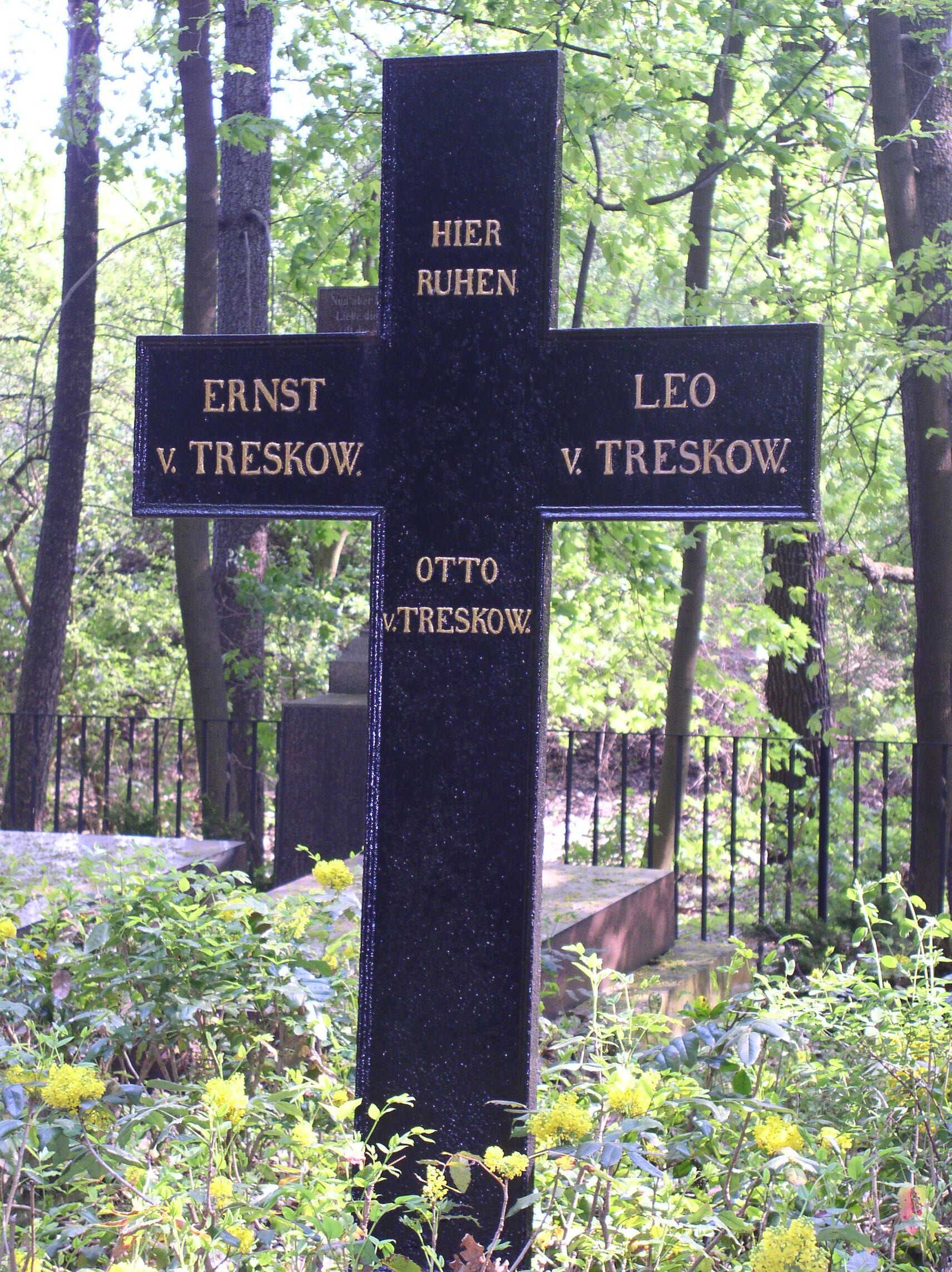
Grabkreuz für die früh verstorbenen Söhne Leopold († 1821), Ernst († 1826) und Otto († 1830)

Ihre letzte Ruhestätte fanden Carl und Julie von Treskow auf dem Erbbegräbnis im Schlosspark von Friedrichsfelde (heute innerhalb des Gebiets des Tierparks unweit der Eisbärenanlage). Dieses wurde 1821 aus Anlass des Todes ihres gemeinsamen Sohnes Leo, der nur drei Monate alt wurde, angelegt und wird von der Tierparkverwaltung gepflegt.
Einer seiner sechs Söhne, die das Erwachsenenalter erreichten, war der preußische Politiker und Gutsbesitzer Julius von Treskow (* 1818; † 1894), der von Mai 1848 bis Mai 1849 Abgeordneter in der Frankfurter Nationalversammlung war. Dessen Bruder Carl von Treskow (* 1819; † 1882) wurde 1871 Mitglied des Deutschen Reichstags. Carls Sohn Sigismund von Treskow (* 1864; † 1945), seit 1898 preußischer Landrat im Landkreis Niederbarnim, war bis 1945 der letzte Besitzer von Schloss Friedrichsfelde.